# Tour Chaptal
Pour les articles homonymes, voir Chaptal.
La tour Chaptal est un immeuble de grande hauteur figurant comme le symbole du quartier du Grand-Pigeon principalement constitué de barres à l'angevine (immeubles de 5 à 8 étages avec toit à quatre pans en ardoise) à Angers. Elle permet d'identifier le quartier sur toute la partie nord de l'agglomération.
La tour est organisée en simplex et offre des logements du T1 au T3 agrandis par des extensions (bow-windows, loggias, jardins d'hiver ou terrasses).

## Réhabilitation
Dans le cadre de l'ANRU de 2004 visant à la réhabilitation et au renouvellement urbain de certains quartiers défavorisés, la tour a été restructurée. Jean-Claude Antonini, maire d'Angers, souhaitait garder le bâtiment comme repère visuel dans le panorama urbain de la ville.
C'est l'atelier Castro Denissof qui a eu a sa charge la réhabilitation de la tour pour un montant de 5 684 000 euros.
La réhabilitation a permis une réorganisation de la hiérarchie et de la composition des façades. Un socle sur deux niveaux a été aménagé pour asseoir la tour, des baies vitrées et un attique (aux deux derniers étages) ont été construits pour uniformiser et donner de l'ampleur à l'ensemble. L'ensemble des façades ont été pensées en fonction de leur orientation par rapport au reste de la ville. Les façades Est et Ouest accueillent par exemple des bow-window et des terrasses pour renforcer la verticalité de la tour. Le parvis a été minéralisé, planté de tilleuls réorganisé pour accéder au hall d'entrée lui-même reconstruit sur deux étages (rez-de-chaussée et premier étage).
La restructuration a duré 18 mois et a permis de gagner 480 m2 de surface habitable. La tour réaménagée a été livrée en janvier 2010.